# Luxe-Sumberraute
Luxe-Sumberraute (baskisch Lüküze-Altzümarta) ist eine französische Gemeinde mit 399 Einwohnern (Stand 1. Januar 2022) im Département Pyrénées-Atlantiques in der Region Nouvelle-Aquitaine. Sie gehört zum Arrondissement Bayonne und zum Kanton Pays de Bidache, Amikuze et Ostibarre (bis 2015: Kanton Saint-Palais).

## Geografie
Luxe-Sumberraute gehört zum Pays de Mixe in der baskischen Provinz Nieder-Navarra. Nachbargemeinden sind: Labets-Biscay im Norden, Amendeuix-Oneix und Garris im Osten, Béguios im Westen und Beyrie-sur-Joyeuse im Süden. An der nordwestlichen Gemeindegrenze verläuft das Flüsschen Minhurièta Erreka.

## Geschichte
Der Ortsname Luxe trat in der Vergangenheit in folgenden Formen auf: Luxa (12. Jahrhundert), Sancta Maria de Lucse (1160), Luc (1249), Lucxa (1264), Luxa (1264), Luixe (13. Jahrhundert), Lucxa (1384), Nostre-Done de Lucxe (1472) und Lixe (1650).
Der Ortsname Sumberraute trat in der Vergangenheit in folgenden Formen auf: Sanctus Martinus de Alzumberraute (1160), Alçumbarrauta (1268), Alçunbarraute (1350 und 1412), Alsumberraute (1472), Alçumbarrate (1513) und Azumbarraute (1621).
Luxe war Hauptort der Grafschaft Luxe, die im Mittelalter zum Königreich Navarra gehörte. Im 18. Jahrhundert war Luxe ein souveränes Fürstentum im Besitz des Hauses Montmorency. Luxe und Sumberraute wurden am 27. Juni 1842 zusammengelegt.

### Bevölkerungsentwicklung
- 1962: 224
- 1968: 271
- 1975: 190
- 1982: 163
- 1990: 213
- 1999: 256
- 2006: 283
- 2013: 373

## Sehenswürdigkeiten
- Schloss der Herren von Luxe
- Schloss von Sumberraute (17.–19. Jahrhundert)
- Kirche L’Assomption-de-la-Bienheureuse-Vierge-Marie